# Полицијски одред!
Полицијски одред! (енгл. Police Squad!) је америчка криминалистичко-хумористичка телевизијска серија, емитована на каналу ABC 1982. године. Креирали су је Дејвид Закер, Џим Абрахамс и Џери Закер, а главну улогу је играо Лесли Нилсен као Френк Дребин. Серија је пародирала полицијски жанр и садржала је уобичајене визуелне гегове, игре речи и non sequitur тип хумора по којима су Абрахамс и браћа Закер познати. Полицијски одред! је највише подсећао на полицијску серију М одред са Лијем Марвином у главној улози (посебно по уводној шпици), као и серију Злочиначки одред из касних 1960-их. Иако је серија отказана након само шест епизода, касније је уследио филмски серијал Голи пиштољ од 1988. до 1994. године. TV Guide ју је 2013. рангирао на 7. место своје листе 60 серија које су „отказане прерано”.

## Преглед серије
Полицијски одред! су креирали Давид Закер, Џим Абрахамс и Џери Закер, који су раније заједно радили на филмовима Печени кентакијски филм и Има ли пилота у авиону?. Одбили су да раде на наставку Има ли пилота у авиону? 2 и уместо тога одлучили да примене комични приступ филма на телевизију.
Продуценти су уговорили продукцију првих шест епизода. Серија је емитована средином 1982. године, али је скинута са распореда након четири епизоде. Преостале две епизоде су емитоване током лета уместо уобичајених летњих реприза. Упркос похвалама критичара, ABC је отказао серију након само шест епизода. Серија је стекла снажан култ следбеника кроз поновна емитовања на кабловским каналима.
Алан Норт је играо улогу капетана Еда Хокена у емисији, а Питер Лупус је тумачио полицајца Норберга. У филмовима су ове улоге играли Џорџ Кенеди и О. Џ. Симпсон, а Норберг је преименован у Нордберг. Осим Нилсена, једини глумци који су поновили своје улоге у филмовима били су Ед Вилијамс као научник Тед Олсон и Роналд Тејлор као Ал, веома високи полицајац који се види само од врата надоле. Џојс Бротерс је глумила саму себе у четвртој епизоди серије, као и у првом филму Голи пиштољ. Роберт Гуле, који се појавио као једна од „посебних гостујућих звезда” које су увек биле убијене на почетку епизода, тумачио је улогу негативца Квентина Хабзбурга у филму Голи пиштољ 2.

## Улоге
Лесли Нилсен је тумачио улогу Френка Дребина, детектива поручника полицијског одреда. Џери Закер је објаснио да је презиме Дребин изабрано насумично из телефонског именика. Абрахамс и браћа Закер су упознали Нилсена док су радили на филму Има ли пилота у авиону? (1980) и сматрали су да се њихова врста хумора поклапала. Тим је сматрао да би Нилсен био савршен у улози Дребина, пошто је лик био пародија улога које је Нилсен играо у телевизијским драмама као што су Смели: Заштитници и Специјална јединица. Ед Вилијамс, који је глумио лабораторијског техничара Теда Олсона, био је дуги низ година наставник науке и имао је претходно глумачко искуство. Абрахамс и браћа Закер су били задивљени његовим наступом.
- Лесли Нилсен као детектив Френк Дребин
- Алан Норт као капетан Ед Хокен
- Питер Лупус као полицајац Норберг
- Ед Вилијамс као Тед Олсон, научник
- Вилијам Дуел као цинкарош Џони
- Роналд Тејлор као Ал

Рекс Хамилтон је у свакој епизоди потписан као „Абрахам Линколн”, а исти клип са њим је увек пуштан у уводној шпици. Међутим, он се никада није појавио у програму, већ само у шпици.
Нилсен, Тејлор и Вилијамс су били једини чланови глумачке поставе који су поновили своје улоге у филмовима серијала Голи пиштољ. Капетана Хокена је у филмовима глумио Џорџ Кенеди, а О. Џ. Симпсон је тумачио улогу Нордберга (чије име је преименовано из „Норберг”).

## Епизоде
| Бр. | Наслов                                       | Режија                                  | Сценарио                                        | Премијерно емитовање |
| --- | -------------------------------------------- | --------------------------------------- | ----------------------------------------------- | -------------------- |
| 1 | Значајан поклон (Прекршено обећање)          | Дејвид Закер, Џим Абрахамс и Џери Закер | Дејвид Закер, Џим Абрахамс и Џери Закер         | 4. март 1982.        |
| Специјални гост: Лорн Грин Сели Декер, благајница у кредитној банци, убија свог шефа да би могла да украде новац и исплати свом ортодонту суму коју му дугује. Она убија једног клијента и намешта му убиство. Полицијски одред је позван да истражи случај; Френк је сумњичав у вези са кривицом клијента. |                                              |                                         |                                                 |                      |
| 2 | Прстен страха (Опасан задатак)               | Џо Данте                                | Дејвид Миш, Тино Инсана и Роберт Вул            | 11. март 1982.       |
| Специјални гост: Џорџ Станфорд Браун Да би разоткрио корумпираног боксерског менаџера, господина Мартина, Френк се представља као менаџер Боб Кели. Френк склапа договор са боксером Бадијем Бригсом, кога тренира за борбу за титулу против актуелног шампиона „Шампиона”. Међутим, Мартин отима Бригсову жену и планира да је пусти само ако Бригс намерно изгуби борбу. У трци са временом, Френк мора да пронађе Бадијеву жену пре него што Бади буде нокаутиран. |                                              |                                         |                                                 |                      |
| 3 | Батлер је крив (Птица у руци)                | Џорџ Станфорд Браун                     | Дебора Хванг-Мариот, Роберт К. Вајс и Пат Профт | 18. март 1982.       |
| Специјални гости: Роберт Гуле и Томи Ласорда Френк, Ед и Норберг истражују отмицу Тери Бартон, ћерке богатог бизнисмена, која је киднапована током њеног 18. рођендана. Киднапери траже откупнину од 1.000.000 долара. Једини сведок отмице је Терин дечко Кингсли Адисон, који је планирао да се ожени њом. |                                              |                                         |                                                 |                      |
| 4 | Освета и кајање (Крив алиби)                 | Пол Красни                              | Ненси Стин и Нил Томпсон                        | 25. март 1982.       |
| Специјални гости: Вилијам Шатнер и Џојс Бротерс Полицијски одред је послат да истражи бомбашки напад на зграду суда. Главни осумњичени је Еди Касалес, бомбаш и бивши осуђеник. Након напада на зграду суда, помоћник тужиоца који је тужио Касалеса бива убијен бомбом скривеном у његовом аутомобилу. Сви докази указују на Касалеса, али Френк мисли да је све ово намештаљка.                                                                                     |                                              |                                         |                                                 |                      |
| 5 | Састанак у Великом Гулчу (Терор у суседству) | Реза Бадији                             | Пат Профт, Ненси Стин и Нил Томпсон             | 1. јул 1982.         |
| Специјална гошћа: Флоренс Хендерсон Након што мала група мафијаша почне да уцењује власнике продавница, Френк и Норберг, на тајном задатку, отварају браварску продавницу. Мафијаши нуде Френку „заштиту” у замену за новац, али Френк одбија. Они нападају продавницу, али Френк успева да их отера, разбесневши шефа мафијаша. |                                              |                                         |                                                 |                      |
| 6 | Сведочанство зла (Мртви се не смеју)         | Џо Данте                                | Тино Инсана и Роберт Вул                        | 8. јул 1982.         |
| Специјални гости: Вилијам Конрад и Дик Кларк Френк истражује леш комичара погинулог у саобраћајној несрећи. Иако се чини да је комичарева смрт самоубиство, Френк убрзо сазнаје да је комичар био доушник у ланцу трговине дрогом у који се инфилтрирао у свом ноћном клубу. Да би ухватио одговорну особу, Френк преузима радно место покојника у ноћном клубу. |                                              |                                         |                                                 |                      |